# Портендик
Портендик — заброшенный прибрежный город, бывшая торговая фактория, расположенный к северу от реки Сенегал на западе Мавритании в департаменте Уад-Нага в районе Трарза.

Португальцы называли его Порто-д'Адди, что происходит от имени эмира Хадди ульд Ахмеда, правившего с 1640 по 1684 г. Позже, в XVII веке, эмир Трарзы санкционировал строительство французского форта, но Портендик был не постоянным поселением, а большим песчаным пляжем, где раз в год, как на ярмарке, встречались продавцы и покупатели гуммиарабика.

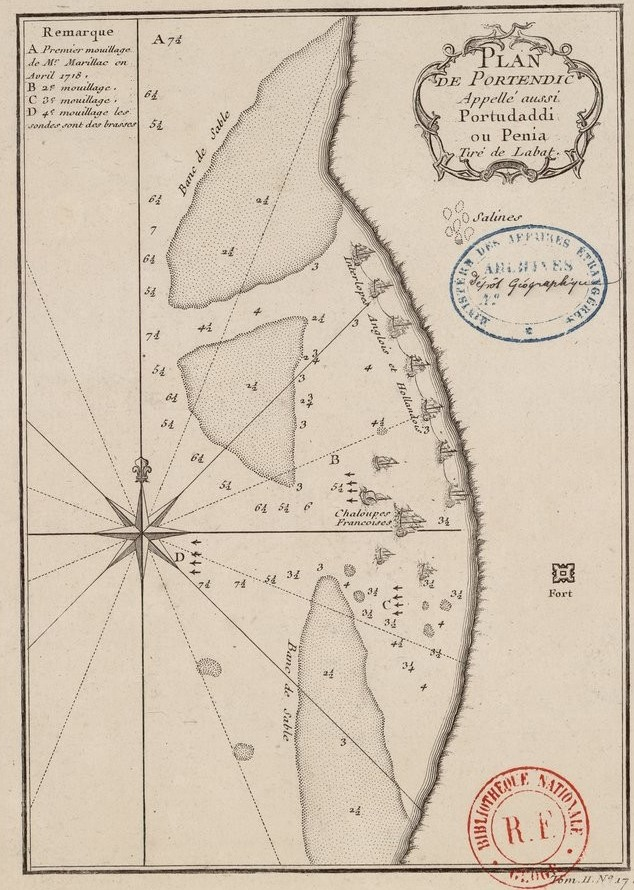
Атака форта Портендик Антуаном Алексисом де Перье де Сальвером в марте 1724 года.

## История
В XVII и XVIII веках Портендик был французским торговым постом, основанным Французской Ост-Индской компанией и зависимым от колонии Сенегал, расположенным в тридцати километрах к северу от Сен-Луи и важный центр торговли гуммиарабиком.
Портендик имел жителей только во время заготовки камеди и продажи этого товара европейским судам. Во времена этого рынка всегда было принято запрещать иностранным судам приближаться к нему. Портендик привлекал внимание англичан из колонии Батерст, и они хотели оспорить с Францией торговлю, которую она всегда охраняла.
В 1815 году Парижский договор предоставил британцам право торговать в этом районе. Французские торговцы, особенно из Сен-Луи, всегда жаловались на это вмешательство.
2 июля 1816 года между Портендиком и заливом Банк-д'Арген потерпел кораблекрушение фрегат Медуза, которое легло в основу знаменитой картины Теодора Жерико..
В конце 1833 года французский губернатор Сенегала объявил, что он блокирует доступ к Портендику, потому что находится в состоянии войны с маврами из Трарзы; блокада длилась полгода и вызвала протесты Англии.
В 1857 году Франция, наконец, уступила своё поселение Альбреда на берегу реки Гамбия, фактически заброшенное, Великобритании в обмен на отказ от своих торговых прав в Портендике.
В XIX веке торговля из этого порта стала невозможной из-за засушливого, пустынного климата региона и отсутствия питьевой воды.
С 1916 года от города осталась только небольшая группа хижин.
10 декабря 2018 года был открыт рыбный порт Танит, именно на месте Портендика.

### Форт Портендика
Эскадра Антуана Алексиса Перье де Сальвера достигла Портендика 1 марта 1724 года. Де ла Рю был отправлен на разведку. Он не находит там кораблей, а только батарею из пяти орудий возле форта Портендик, которая стреляла по нему. Вдоль побережья он находит бухту, где Перье высаживает свои войска под огнем двух вражеских кораблей. Перье ведет своих людей к форту: голландцы, увидев их приближение, подожгли это место, прежде чем бежать. По прибытии французы обнаружили береговую батарею, состоящую из 4 восьмифунтовых артиллерийских орудий и двенадцатифунтовой кулеврины, которая была оставлена. Эти орудия загружаются на борт эскадры. Что касается форта, то его рвы были засыпаны, а железные пушки сломаны.

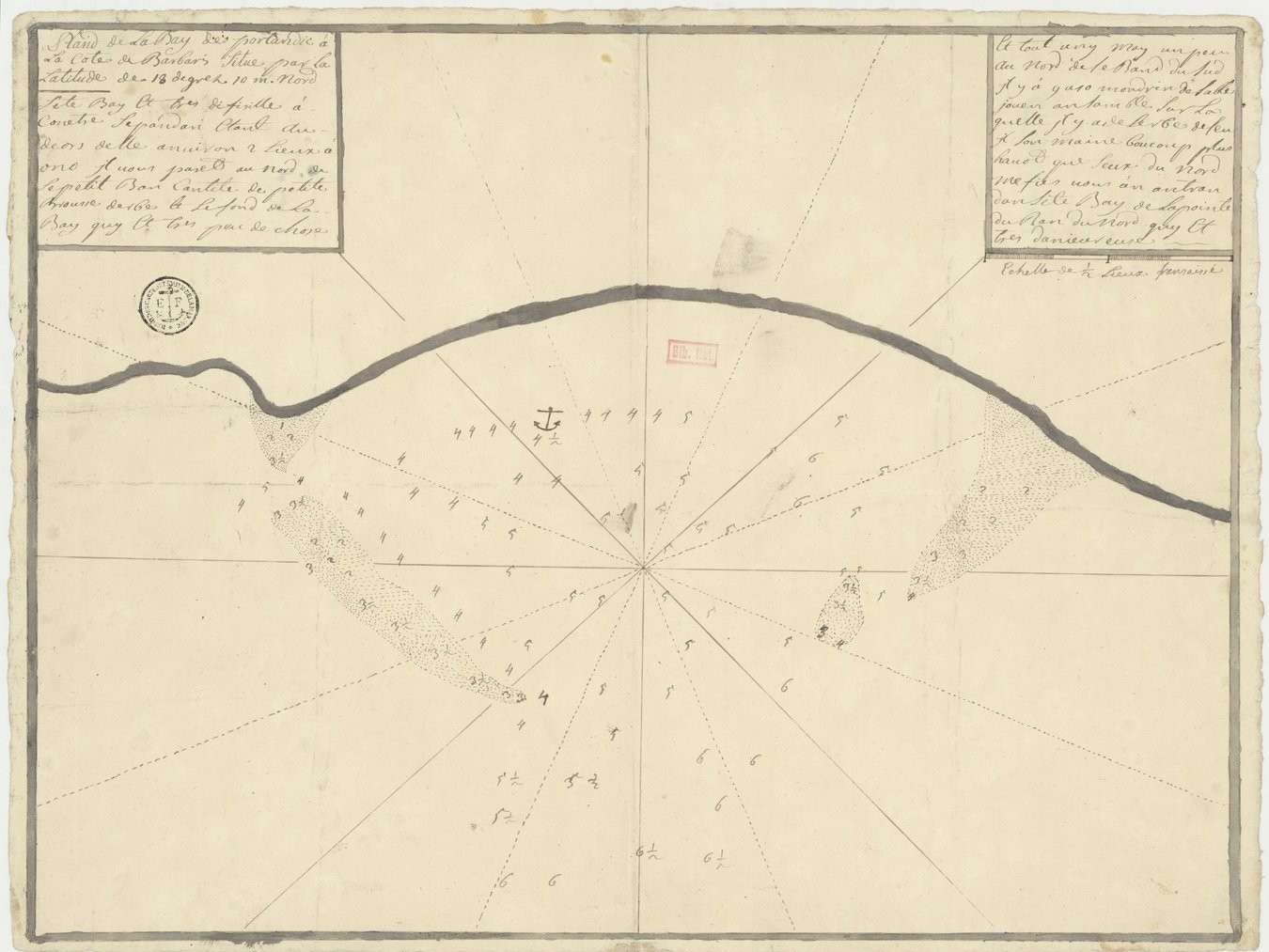
Карта залива Портендик в XVIII веке.

Портендик принадлежал Франции и являлся одной из ее колоний, что было подтверждено договором 1785 года; Франция разрушила форт Портендик в 1787 году, сосредоточив его заведения в Сен-Луи, но оставление форта не означало отказ от этой территории. Англия восстановила Портендик в 1814 году. Статья 11 договора 1783 года предоставила англичанам право торговать камедью в Портендике при условии, что там не будет основана какая-либо фактория, но Франция оставалась суверенной на этом побережье, и никогда не находясь в состоянии мира с маврами, имела право запретить доступ туда иностранным кораблям.